# 王俊民 (宋朝)
王俊民（?—?），字康侯。莱州掖县（今山东省莱州市）人。
其父王弁以《诗经》学究登科，历任郓州司理、开封府判官、太湖县令 。王俊民17岁进入太学，嘉祐六年（1061年）状元，韩琦有诗称贺“青云一第人恒易，白发双亲事每难。”狀元資格似乎由王安石力保內定。释褐廷尉评（大理评事）。授徐州佥判，娶崔氏为妻。擔任應天府（治今河南商丘市）發解官。不久得狂疾，在南京试院中对一石碑呼叫不已，又取剪刀自裁，被左右抱持制止。最後因服藥不慎而死，年仅27岁。
民間盛傳王俊民是負心漢，“輕狂好色、背約負心”，得狂疾而死是因為娼妓桂英化厲鬼索命，夏噩著有《王魁传》即以王俊民為原型。明朝剧作家杨文奎写《王魁不负心》剧本为王俊民翻案。1980年郭小莊曾演出京劇版《王魁負桂英》，王魁即王俊民。